# Al doilea start
Al doilea start (titlul original: în cehă Hřiště) este un film dramatic cehoslovac, realizat în 1976 de regizorul Štěpán Skalský, protagoniști fiind actorii Karel Höger, Jirí Bartoska, Eliska Balzerová și Zora Bozinová.

## Rezumat
Un proaspăt absolvent, inginerul de construcții civile, Ludek Turna, decide asupra viitorului său. Deși a acceptat să plece cu colegii săi pentru a construi o autostradă, acceptă un loc de muncă într-un birou de arhitectură de prestigiu. Tatăl său, un arhitect important îi aprobă decizia. La scurt timp după ce se alătură biroului, Ludek primește o sarcină individuală. El va face un proiect de concurs pentru un sanatoriu pentru mineri din munții Krusné Hory. Începe munca cu ardoare și refuză sfaturile tatălui său. În birou se așteaptă cu răutate eșecul lui, doar designerul Polda are încredere necondiționată în Ludek. Dar Ludek este supralicitat cu această sarcină. Când se apropie termenul limită, găsește în documentația bogată a tatălui său un proiect similar al unui arhitect canadian. El predă acest proiect ușor modificat ca fiind propria sa lucrare...

## Distribuție
- Karel Höger – arhitectul Turna
- Jirí Bartoska – ing. stagiar Ludek Turna
- Eliska Balzerová – meteorolog Jana
- Zora Bozinová – Turnová - mama Ludkova
- Jana Riháková – Polda
- Milos Nedbal – prof. Vinklár
- Vladimír Mensík – constructorul Louda
- Bedrich Prokos – editorul
- Karel Hermánek – Mísa
- Eva Cerovská – Ivana
- Vladimír Kratina – Vladimír
- Jan Hartl – Holý
- Jirí Lábus – Vágner
- Karel Augusta – Zákazník
- Valerie Chmelová – reportera
- Vlastimil Hasek – Tauchman
- Josef Langmiler – Wernis